# 218 (číslo)
Dvě stě osmnáct je přirozené číslo, které následuje po čísle dvě stě sedmnáct a předchází číslu dvě stě devatenáct. Římskými číslicemi se zapisuje CCXVIII a řeckými číslicemi σιη.

## Matematika
218 je:
- Poloprvočíslo
- Deficientní číslo
- Nešťastné číslo
- Nepříznivé číslo

## Astronomie
- (218) Bianca je planetka hlavního pásu, kterou objevil v roce 1880 Johann Palisa

## Doprava
- Silnice II/218 je česká silnice II. třídy vedoucí na trase Luby – Kraslice[1]

## Komunikace
- +218 je mezinárodní telefonní předvolba Libye

## Roky
- 218
- 218 př. n. l.